# Dean Haglund
Dean Haglund (Manitoba, 29 luglio 1965) è un attore canadese.

## Biografia
È principalmente noto per il ruolo di Richard "Ringo" Langly, uno dei tre Pistoleri Solitari nella serie TV X-Files. Ha interpretato il ruolo di Langly anche nella serie spin-off The Lone Gunmen, andata in onda per 13 episodi nel 2001.
Haglund è anche un comico, specializzato nella comicità improvvisata. È stato inoltre doppiatore per il ruolo di Sid in un film di animazione sul personaggio di Tom Sawyer.
Nel 2007 è apparso in un documentario intitolato "From Here to Andromeda". Il tema centrale della produzione erano gli avvistamenti UFO e gli extraterrestri.
Haglund è nato ad Oakbank (in Manitoba, Canada). Ora vive a Sydney con il figlio ingegnere. È l'inventore del Chill Pak, un componente esterno per laptop che si occupa del raffreddamento.
Il 30 Ottobre 2009 è stato ospite di Ghost Adventures, un programma televisivo statunitense riguardante indagini sul paranormale.
È inoltre apparso nell'episodio 95 della serie tv Bones, interpretando il ruolo di Blaine Miller, il proprietario di un ristorante a Roswell nel Nuovo Messico. L'episodio era incentrato sull'attività investigativa di un caso avvistamento extraterrestre.
Haglund è nel comitato consultivo dello Sci-Fest, il primo festival annuale di Los Angeles a tema fantascientifico, che si è tenuto nel Maggio del 2014.